# La variación cuadrática
En matemáticas, la descomposición de Gundy, en rasgos generales, demuestra que una martingala acotada puede ser escrita (y, por tanto, descomponerse), en suma de tres martingalas diferentes, las cuales, presentan propiedades específicas y cotas concretas. Al igual que la descomposición de Calderón-Zygmund, la variación cuadrática es considerada una técnica probabilística con relevante aplicación en el campo del análisis matemático.

## Contextualización y notación del teorema
En los últimos dos siglos, el uso de técnicas probabilísticas se ha convertido en un recurso especialmente útil en diversas ramas del análisis. En particular, la descomposición de Gundy es una herramienta del análisis probabilístico utilizada para demostrar resultados de acotación débil-(1,1) para una función integrable en un espacio de probabilidad. 
Sea {\displaystyle (\Omega ,\Sigma ,\mu )} un espacio de probabilidad con una filtración asociada {\displaystyle \{\Sigma _{n}\}_{n}}. Para toda función {\displaystyle f\in L^{1}(\Omega )}, utilizando el operador esperanza condicionada, podemos definir una sucesión de funciones medibles {\displaystyle \{E_{n}(f)\}_{n}} que satisfacen la propiedad de martingala. 
Con abuso de notación, designaremos por  {\displaystyle f} a dicha secuencia de variables aleatorias {\displaystyle f=(f_{1},f_{2},\dots )} definidas en el mismo espacio de probabilidad {\displaystyle (\Omega ,\Sigma ,\mu )} con la misma filtración asociada {\displaystyle \{\Sigma _{n}\}_{n}}. La variable aleatoria {\displaystyle f_{n}=E_{n}(f)} es medible con respecto  {\displaystyle \Sigma _{n}\subset \Sigma } para cada {\displaystyle n\geq 1}. 
Además, definimos {\displaystyle D(f)=(df_{1},df_{2},\dots ,df_{k}=f_{k+1}-f_{k},\dots )} como la secuencia de incrementos {\displaystyle f} (también conocida como secuencia de diferencias de martingala), de modo que {\displaystyle f_{k}=\sum _{k=1}^{n}df_{k}}. 
Denotamos la norma de la martingala {\displaystyle \|f\|_{p}=\sup _{k}\|f_{k}\|_{p}}, donde {\displaystyle \|f_{k}\|_{p}} es la norma {\displaystyle L_{p}} habitual de la variable aleatoria {\displaystyle f_{k}}, para {\displaystyle 1\leq p\leq \infty }.
Denotaremos {\displaystyle C} como una constante real positiva, no siempre con el mismo valor en cada una de las líneas. 
Las secuencias de variables aleatorias se agregarán de manera natural: consideremos {\displaystyle f,g} dos secuencias de variables aleatorias, entonces {\displaystyle f+g=(f_{1}+g_{1},f_{2}+g_{2},\dots )}. 
Por último, {\displaystyle f^{*}=\sup _{n}|f_{n}|} designará la función maximal aplicada a la martingala.

## La descomposición de Gundy
Sea {\displaystyle f\in L^{1}(\Omega )}. Para cualquier valor real {\displaystyle \lambda >0}, la martingala asociada a {\displaystyle f} puede descomponerse en tres martingalas {\displaystyle a,b,d} de la siguiente manera:
{\displaystyle a=(a_{1},a_{2},\dots )} es una martingala acotada en {\displaystyle L^{1}} que cumple:
- {\displaystyle a_{n}=\sum _{k=1}^{n}\alpha _{k}}.
- {\displaystyle \|a\|_{1}\leq C\|f\|_{1}}, donde {\displaystyle C} es una constante positiva real.
- La secuencia de incrementos {\displaystyle \alpha =(\alpha _{1},\alpha _{2},\dots )} satisface que {\displaystyle P(\alpha ^{*}\neq 0)\leq {\frac {C\|f\|_{1}}{\lambda }}}.

{\displaystyle b=(b_{1},b_{2},\dots )} es absolutamente convergente y tiene las siguientes propiedades:
- {\displaystyle b_{n}=\sum _{k=1}^{n}\beta _{k}}.
- {\displaystyle \|\sum _{k=1}^{\infty }|\beta _{k}|\|_{1}\leq \|f\|_{1}}.

{\displaystyle d=(d_{1},d_{2},\dots )} está uniformemente acotada y satisface las siguientes estimaciones:
- {\displaystyle d_{n}=\sum _{k=1}^{n}\delta _{k}}.
- {\displaystyle \|d\|_{\infty }\leq C\lambda }.
- {\displaystyle \|d\|_{1}\leq C\|f\|_{1}}.
- {\displaystyle \|d\|_{2}^{2}\leq C\lambda \|f\|_{1}}.

## Demostración
Primero, podemos asumir que {\displaystyle f} es una martingala no negativa, ya que toda martingala acotada en {\displaystyle L^{1}(\Omega )}, se puede escribir como la suma de dos martingalas no negativas, {\displaystyle f=f^{+}-f^{-}}, con {\displaystyle \|f^{\pm }\|_{1}\leq \|f\|_{1}}.
Ahora, consideremos los siguientes tiempos de parada:

- Primero, para todo {\displaystyle x\in \Omega }, definimos {\displaystyle r(x)=\inf\{n|f_{n}(x)>\lambda \}}.  A partir de este tiempo de parada, consideremos la secuencia de variables aleatorias {\displaystyle \epsilon _{n}(x)=df_{n}\mathbf {1} _{\{r(x)=n\}}(x)}, donde recordamos que {\displaystyle df_{n}} es la secuencia de diferencias {\displaystyle n}-simas de la martingala {\displaystyle f}, que satisface {\displaystyle f_{n}=\sum _{k=1}^{n}df_{k}}.
- Definimos el segundo tiempo de parada, {\displaystyle s}, como {\displaystyle s(x)=\inf \left\{n{\Big |}\sum _{k=0}^{n}E_{k}(\epsilon _{k+1})(x)>\lambda \right\}}.
- Finalmente, consideramos {\displaystyle t=\min(r,s)}.

Observamos en primera instancia que :
{\displaystyle P(t<\infty )=P(r<\infty )+P(s<\infty )={\frac {\|f_{r}\|_{1}}{\lambda }}+{\frac {\|df_{r}\|_{1}}{\lambda }}\leq {\frac {C\|f\|_{1}}{\lambda }}.}
Ahora definimos {\displaystyle f^{t}} como la martingala truncada en {\displaystyle t}. Esto significa que {\displaystyle f^{t}=(f_{1}^{t},f_{2}^{t},\dots )}, donde {\displaystyle f_{n}^{t}=\sum _{k=1}^{n}df_{k}\mathbf {1} _{\{k\leq t\}}}. Definiendo {\displaystyle a=f-f^{t}}, entonces {\displaystyle a=(a_{1},a_{2},\dots )}, donde  {\displaystyle a_{n}=\sum _{k=1}^{n}df_{k}-\sum _{k=1}^{n}df_{k}\mathbf {1} _{\{k\leq t\}}=\sum _{k=1}^{n}df_{k}\mathbf {1} _{\{k>t\}}}.

Claramente,
{\displaystyle \|a\|_{1}=\|f-f^{t}\|_{1}\leq \|f\|_{1}+\|f^{t}\|_{1}\leq 2\|f\|_{1},}
y {\displaystyle P(\alpha ^{*}\neq 0)\leq P(t<\infty )={\frac {C\|f\|_{1}}{\lambda }}}.

Por lo tanto, la martingala {\displaystyle a} cumple los requisitos del teorema.
Veamos ahora la martingala {\displaystyle f^{t}}. 
Para cada término {\displaystyle n\geq 1} se tiene
{\displaystyle f_{n}^{t}=\sum _{k=1}^{n}df_{k}\mathbf {1} _{\{t\geq k\}}=\sum _{k=1}^{n}df_{k}\mathbf {1} _{\{r\geq k\}}\mathbf {1} _{\{s\geq k\}}.}
Podemos dividir la expresión anterior de la siguiente manera:
{\displaystyle df_{k}\mathbf {1} _{\{r\geq k\}}\mathbf {1} _{\{s\geq k\}}=df_{k}\mathbf {1} _{\{r>k\}}\mathbf {1} _{\{s\geq k\}}+df_{k}\mathbf {1} _{\{r=k\}}\mathbf {1} _{\{s\geq k\}}=(\gamma _{k}+\epsilon _{k})\mathbf {1} _{\{s\geq k\}}}
donde las variables aleatorias {\displaystyle \epsilon _{k}} están definidas como
{\displaystyle \epsilon _{n}(x)=df_{n}\mathbf {1} _{\{r(x)=n\}}(x)}
y las variables {\displaystyle \gamma _{k}} tal que 
{\displaystyle \gamma _{k}=df_{k}\mathbf {1} _{\{r>k\}}.}
Para {\displaystyle k>1}, 
{\displaystyle {\begin{aligned}E_{k-1}(\gamma _{k})&=E_{k-1}(\gamma _{k}-df_{k}\mathbf {1} _{\{r\geq k\}})=\\&=E_{k-1}(df_{k}\mathbf {1} _{\{r>k\}}-df_{k}\mathbf {1} _{\{r\geq k\}})=\\&=E_{k-1}(df_{k}\mathbf {1} _{\{r>k\}}-df_{k}\mathbf {1} _{\{r>k\}}-df_{k}\mathbf {1} _{\{r=k\}})=E_{k-1}(df_{k}\mathbf {1} _{\{r=k\}})\\&=-Ep_{k-1}(\epsilon _{k}).\end{aligned}}}
Por lo tanto, para cada {\displaystyle n\geq 1} podemos expresar
{\displaystyle f_{n}^{t}=\sum _{k=1}^{n}(\gamma _{k}+\epsilon _{k})\mathbf {1} _{\{s\geq k\}}}
como la suma de dos secuencias 
{\displaystyle f_{n}^{t}=d_{n}+b_{n},} 
donde 
{\displaystyle d_{n}=\sum _{k=1}^{n}(\gamma _{k}+E_{k-1}(\epsilon _{k}))\mathbf {1} _{\{s\geq k\}},}
y 
{\displaystyle b_{n}=\sum _{k=1}^{n}(\epsilon _{k}-E_{k-1}(\epsilon _{k}))\mathbf {1} _{\{s\geq k\}}.}
Procedemos a demostrar que tanto {\displaystyle d} como {\displaystyle b} son martingalas. Es claro que ambas son medibles con respecto a la filtración considerada. Debemos verificar que {\displaystyle E_{n-1}(d_{n})=d_{n-1}} y {\displaystyle E_{n-1}(b_{n})=b_{n-1}}.
Para la secuencia {\displaystyle d_{n}}:
{\displaystyle {\begin{aligned}E_{n-1}(d_{n})&=E_{n-1}\left(\sum _{k=1}^{n}(\gamma _{k}+E_{k-1}(\epsilon _{k}))\mathbf {1} _{\{s\geq k\}}\right)\\&=E_{n-1}\left(\sum _{k=1}^{n-1}(\gamma _{k}+E_{k-1}(\epsilon _{k}))\mathbf {1} _{\{s\geq k\}}\right)+E_{n-1}{\big (}(\gamma _{n}+E_{n-1}(\epsilon _{n}))\mathbf {1} _{\{s\geq k\}}{\big )}\\&=d_{n-1}+E_{n-1}{\big (}\gamma _{n}{\big )}\mathbf {1} _{\{s\geq k\}}+E_{n-1}{\big (}E_{n-1}(\epsilon _{n}){\big )}\mathbf {1} _{\{s\geq k\}}\\&=d_{n-1}+-E_{n-1}(\epsilon _{n})\mathbf {1} _{\{s\geq k\}}+E_{n-1}(\epsilon _{n})\mathbf {1} _{\{s\geq k\}}\\&=d_{n-1}.\end{aligned}}}
De manera análoga, se obtiene el resultado para  {\displaystyle b}.
A continuación, mostraremos que {\displaystyle d=(d_{1},d_{2},\dots )} y {\displaystyle b=(b_{1},b_{2},\dots )} satisfacen las propiedades enunciadas.
Observamos que
{\displaystyle b_{n}=\sum _{k=1}^{n}\beta _{k}=\sum _{k=1}^{n}\left(\epsilon _{k}-E_{k-1}(\epsilon _{k})\right)\mathbf {1} _{\{s\geq k\}}}
es absolutamente convergente, ya que
{\displaystyle {\begin{aligned}\int \sum _{k=1}^{\infty }|\beta _{k}|&\leq 2\int \sum _{k=1}^{\infty }\epsilon _{k}=2\int \sum _{k=1}^{\infty }df_{k}\mathbf {1} _{\{t=k\}}=2\int df_{t}\mathbf {1} _{\{t\leq \infty \}}\\&\leq 2\int f_{t}\mathbf {1} _{\{t\leq \infty \}}\leq 2\|f\|_{1}\leq \infty .\end{aligned}}}
Ahora estudiaremos la martingala {\displaystyle d}. Para cada {\displaystyle n\geq 1},
{\displaystyle d_{n}=\sum _{k=1}^{n}\delta _{k}=\sum _{k=1}^{n}(\gamma _{k}+E_{k-1}(\epsilon _{k}))\mathbf {1} _{\{s\geq k\}}.}
Para todo {\displaystyle n\geq 1},
{\displaystyle \left|\sum _{k=1}^{n}\gamma _{k}\right|=\left|\sum _{k=1}^{n}df_{k}\mathbf {1} _{\{r>k\}}\right|=\left|\sum _{k=1}^{n}(f_{k}-f_{k-1})\mathbf {1} _{\{r>k\}}\right|\leq \lambda .}
Además,
{\displaystyle 0\leq \sum _{k=1}^{n}E_{k-1}(\epsilon _{k})\mathbf {1} _{\{s\geq k\}}\leq \sum _{k=0}^{s-1}E_{k}(\epsilon _{k+1})\leq \lambda .}
Por lo tanto, combinando ambos resultados,
{\displaystyle \|d\|_{\infty }=\sup _{n}\|d_{n}\|_{\infty }=\sup _{n}\left\|\sum _{k=1}^{n}(\gamma _{k}E_{k-1}(\epsilon _{k}))\mathbf {1} _{\{s\geq k\}}\right\|_{\infty }\leq 2\lambda .}
También tenemos que
{\displaystyle \left\|\sum _{k=1}^{\infty }\gamma _{k}\right\|_{1}=\left\|\sum _{k=1}^{\infty }df_{k}\mathbf {1} _{\{r\geq k\}}\right\|_{1}\leq \left\|\sum _{k=1}^{r-1}df_{k}\right\|_{1}\leq \|f\|_{1},}
y
{\displaystyle \left\|\sum _{k=1}^{\infty }E_{k-1}(\epsilon _{k})\right\|_{1}=\left\|\sum _{k=1}^{\infty }E_{k-1}(df_{k})\mathbf {1} _{\{r=k\}}\right\|_{1}\leq \|df_{r}\|_{1}\leq C\|f\|_{1}.}
Entonces, concluimos que para todo {\displaystyle n\geq 1},
{\displaystyle \left\|\sum _{k=1}^{n}\delta _{k}\right\|_{1}\leq \left\|\sum _{k=1}^{\infty }\left(\gamma _{k}+E_{k-1}(\epsilon _{k})\right)\mathbf {1} _{\{s\geq k\}}\right\|_{1}\leq C\|f\|_{1}.}
Finalmente, combinando las estimaciones anteriores, obtenemos que
{\displaystyle \left\|\sum _{k=1}^{\infty }\delta _{k}\right\|_{2}^{2}\leq \int {\Big |}\sum _{k=1}^{\infty }\delta _{k}{\Big |}^{2}\leq 2\lambda \int {\Big |}\sum _{k=1}^{\infty }\delta _{k}{\Big |}\leq C\lambda \|f\|_{1}.}

## Aplicaciones
La descomposición de Gundy ha sido empleada en varias ramas del análisis como herramienta fundamental para demostrar teoremas y proposiciones. 
Sin embargo, es mayormente conocida en el campo del análisis matemático. En particular, la descomposición de Gundy permite estudiar de una manera más simple acotaciones para operadores en un espacio de Lebesgue (espacios Lp). Además, la idea intuitiva puede ser también escalada para martingalas que toman valores en espacios de Banach separables, convirtiéndola, pues, en un básico de la teoría moderna del análisis. 
Como ejemplo, el teorema de la descomposición de Gundy se utiliza para demostrar una cota de tipo débil (1,1) para operadores de clase {\displaystyle {\mathcal {B}}}. 

### Operadores de clase B
Se define un operador de clase {\displaystyle {\mathcal {B}}} a toda función {\displaystyle T} que cumple:
- Su dominio es una colección de secuencias de variables aleatorias cerrada bajo la suma.
- Su rango es una colección de variables aleatorias.

El operador satisface las siguientes inecuaciones:
- {\displaystyle |T(f+g)|\leq C(|Tf|+|Tg|)}.

- {\displaystyle P(|Tf|\neq 0)\leq CP(f^{*}\neq 0)}.

- {\displaystyle \|Tf\|_{2}\leq C\|f\|_{2}}.
- Si {\displaystyle f=(f_{1},f_{2},\dots )} donde {\displaystyle f_{n}=\sum _{k=1}^{n}df_{n}}, entonces {\displaystyle \|Tf\|_{1}\leq C\|\sum _{k=1}^{n}|df_{k}|\|_{1}}.

El teorema de la descomposición de la variación cuadrática es una herramienta fundamental para demostrar que dichos operadores son de tipo débil-(1,1). El resultado formal se enuncia a continuación:
Sea {\displaystyle f} una martingala acotada en {\displaystyle L^{1}} y sea {\displaystyle T} un operador que pertenece a la clase {\displaystyle {\mathcal {B}}}. Entonces, para {\displaystyle \lambda >0} real, se tiene:
{\displaystyle P(|Tf|>\lambda )\leq {\frac {C|f|_{1}}{\lambda }}.}